# ریوتارو آراگا
 ریوتارو آراگا (زاده ۱۶ اکتبر ۱۹۹۰) کاراته‌کای اهل ژاپن است. وی برنده دو نشان طلای رقابت‌های ۸۴ کیلوگرم کومیته مردان در بازی‌های آسیایی ۲۰۱۴ و ۲۰۱۸ شده‌است. وی نماینده ژاپن در المپیک تابستانی ۲۰۲۰ بود.
ریوتارو دارنده نشان طلای مسابقات قهرمانی کاراته آسیا در سال‌های ۲۰۱۳، ۲۰۱۵ و ۲۰۱۸ است. در سال ۲۰۱۹، او صاحب مدال برنز شد.
وی در مسابقات کاراته قهرمانی جهان ۲۰۱۶ در لینتس اتریش، به مدال نقره دست یافت.
همچنین او در «بازی‌های جهانی ۲۰۱۷» در وروتسواو، لهستان موفق به کسب مدال نقره شده‌است.